# 江城夏日
江城夏日是一部2005年的中国电影，导演王超，讲述老教师在武汉寻子的故事。2006年入围第59届戛纳电影节。

## 劇情
鄉村教师李启明来到省城寻找离家出走的儿子，无意中碰到一个同样失去儿子的老警察。在武漢做陪酒女的女兒艷紅安排李啟明到自己的合租房中暫住。艷紅的情人鶴哥出面陪同，他駕駛著劫來的奧迪，對身懷自己孩子的艷紅照顧有加。隨著李啟明的探訪不斷深入，兒子的下落愈發明朗，但艷紅突然從鶴哥口中得知，哥哥早已因鶴哥的關係不在人世。在李啟明返鄉前的小聚上，老警察對鶴哥的身份產生了懷疑，于是這個夜里各人的命運再次遽變。

## 參與成員
- 出品人：茅永紅
- 製片人：周偉思
- 總監製：王波
- 導演：王超
- 編劇：王超
- 攝影：劉勇宏

## 主要演员
- 田原飾李艷紅
- 吳有才飾李啟明
- 黃鶴飾鶴哥
- 李怡清飾老警察